# Tizi N'Ghachou
Tizi N'Ghachou (àrab تيزي نغشو) és una comuna rural de la província de Midelt de la regió de Drâa-Tafilalet. Segons el cens de 2014 tenia una població total de 2.557 persones.